# Comuna Logrești, Gorj
Logrești este o comună în județul Gorj, Oltenia, România, formată din satele Colțești, Frunza, Logrești-Moșteni, Măru, Popești, Seaca și Târgu Logrești (reședința).

## Așezare
Comuna este situată în estul județului, la limita cu județul Vâlcea. Este situată în Piemontul Oltețului (parte componentă a Podișului Getic) la contactul cu Subcarpații Getici (limita subcarpaților trece la aproximativ 1,5 km mai la nord).
Coordonatele geografice ale comunei sunt: 44°55’ latitudine nordică și 23°42’ longitudine estică. Față de municipiul Târgu Jiu se află la o distanță de 40 km în linie dreaptă și de-a lungul drumului o distanță de 65 km, de asemenea se află la o distanță de 70 km față de municipiul Craiova și 80 km față de municipiul Râmnicu Vâlcea.
Satele sunt de tipul răsfirat-alungite (specifice zonei de deal). Relieful este dominat de numeroase culmi deluroase (la limita cu județul Vâlcea se află Dealul Muierii care se întinde până în apropierea orașului Craiova) printre care se înșiră luncile formate de râul Amaradia (râul are o lungime de 101 km, izvorăște din localitatea Roșia de Amaradia și se varsă în râul Jiu pe teritoriul orașului Craiova - cartierul Cernele) și afluenții ei: Seaca*, Răchita*, Strâmba*. Râul are izvor de suprafață ceea ce determină și cantitatea de apă transportată să fie mică. Declivitatea apei este de 0,5%, lățimea albiei este de 50–60 m. De asemenea, apa este improprie consumului uman.

### Clima, Flora, Fauna comunei
Clima este temperat-continentală specifică zonei de deal (există o stație meteorologică în satul Târgu Logrești).
Flora și fauna specifică zonei de deal, suprafața împădurită este formată din stejar, gorun, salcâm, garniță, ulm, cireș sălbatic, tei.
În lunca Amaradiei se întâlnesc: arini, mai multe tipuri de sălcii, plopi etc., precum și plante higrofite. Fauna este formată din animale ca: porci mistreți, căprioare, iepuri de câmp, veverițe, câteva specii de rozătoare mici (șoareci), etc., precum și numeroase specii de păsări: rândunica, cucul, vrabia, uliul păsărilor, huhurez, etc. (regionalisme).
Flora și fauna sunt insuficient protejate de autoritățile locale.
Solurile sunt specifice zonei de podiș, sunt soluri brune. În lunca Amaradiei precum și în luncile formate de pâraiele: Seaca, Răchita, Măru se întâlnesc solurile aluvionare.

## Bogății minerale
În comună se exploatează bogății ale subsolului petrol (Colțești). De asemenea s-a descoperit și un zăcământ de cărbune (lignit). Acesta fiind de calitate foarte slabă și la adâncime foarte mare.
La suprafața solului există rezerve de materiale de construcții (nisip și argilă).

## Demografie
Componența etnică a comunei Logrești
     Români (95,43%)
     Alte etnii (4,57%)
Componența confesională a comunei Logrești
     Ortodocși (93,51%)
     Penticostali (1,96%)
     Alte religii (0,13%)
     Necunoscută (4,4%)
Conform recensământului efectuat în 2021, populația comunei Logrești se ridică la 2.341 de locuitori, în scădere față de recensământul anterior din 2011, când fuseseră înregistrați 2.731 de locuitori. Majoritatea locuitorilor sunt români (95,43%). Din punct de vedere confesional, majoritatea locuitorilor sunt ortodocși (93,51%), cu o minoritate de penticostali (1,96%), iar pentru 4,4% nu se cunoaște apartenența confesională.

## Istorie
La sfârșitul secolului al XIX-lea, pe teritoriul actual al comunei, funcționau în plasa Gilort a județului Gorj, comunele Logrești-Moșteni, Logrești-Birnicii și Colțești. Comuna Logrești-Moșteni era alcătuită din satele Logrești-Moșteni și Târgujani, având o populație de 697 de locuitori. În comună funcționa o școală mixtă frecventată de 21 de elevi și patru biserici. Comuna Logrești-Birnicii era alcătuită doar din satul de reședință cu același nume, și avea o populație de 628 de locuitori. În comună exista două biserici, iar comuna Colțești avea aceiași structură, având o populație de 482 de locuitori. În comună funcționa o biserică.
Anuarul Socec din 1925, consemnează cele trei comune în plasa Hurezani din același județ. Comuna Logrești-Moșteni avea o populație de 1581 de locuitori (în satele Logrești-Moșteni și Seaca), comuna Logrești-Birnicii avea o populație de 1462 de locuitori (în satele Logrești-Birnicii și Tândălești), iar comuna Colțești avea o populație de 971 de locuitori (în satele Colțești și Busuioci).
În anul 1931, comuna Logrești-Birnicii preia numele de Târgu Logrești. După reconfigurația comunelor rurale și urbane din același an, comuna Logrești-Moșteni apare cu satele Logrești-Moșteni, Măru, Popești, Seaca, Tereujani și Vierești, iar comuna Târgu Logrești, apare cu satele Tândălești și Târgu Logrești.
În anul 1950, comunele au fost arondate raionului Gilort a regiunii Gorj, raion care doi ani mai târziu a fost arondat regiunii Craiova, și apoi (după 1960), regiunii Oltenia. În anul 1964, satul Tândălești din comuna Târgu Logrești, primește numele de Frunza, iar satul Vierești din comuna Logrești-Moșteni a primit numele de Cetatea.
În anul 1968, comunele au fost arondate județului Gorj, și au fost contopite formând comuna Logrești, cu reședința în satul Târgu Logrești. Tot atunci, satele Tereujani și Cetatea sunt desființate și contopite cu satul Măru, iar comuna Colțești se desființează, comunei Logrești alipindu-se și satul Colțești, în timp ce satul Busuioci este transferat comunei Hurezani.

## Monumente istorice

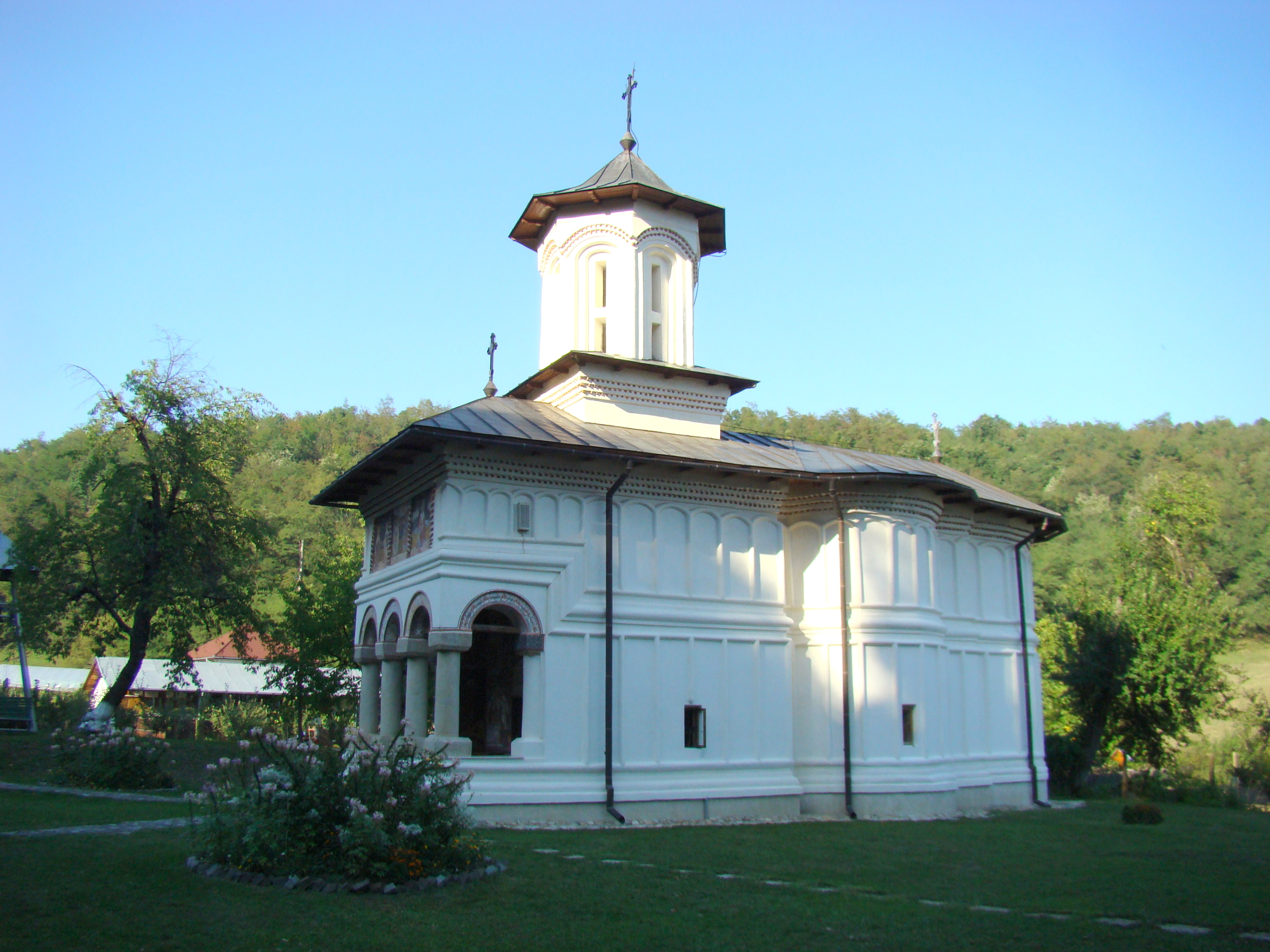
Ansamblul schitului Târgu Logrești, unul dintre monumentele istorice de interes local din comuna Logrești

Patru monumente istorice din comuna Logrești sunt incluse în lista monumentelor istorice din județul Gorj. Trei dintre ele se află în satul Târgu Logrești, iar una singură se află în satul Frunza. 
În Târgu Logrești, găsim chiliile schitului Târgu Logrești, Biserica „Sf. Ioachim și Ana” și ansamblul schitului Târgu Logrești, toate cele trei datând din anul 1718. Ultimul monument istoric, care se află în satul Frunza, este o fântână cu datare de la începutul secolului XX.

## Obiective marcante
- Mănăstirea Logrești

## Politică și administrație
Comuna Logrești este administrată de un primar și un consiliu local compus din 11 consilieri. Primarul, Adela-Elena Țana[*], de la Partidul Social Democrat, este în funcție din 1 noiembrie 2024. Începând cu alegerile locale din 2024, consiliul local are următoarea componență pe partide politice:
|  | Partid                          | Consilieri | Componența Consiliului | Componența Consiliului | Componența Consiliului | Componența Consiliului | Componența Consiliului |
|  | ------------------------------- | ---------- | ---------------------- | ---------------------- | ---------------------- | ---------------------- | ---------------------- |
|  | Partidul Social Democrat        | 5          |                        |                        |                        |                        |                        |
|  | Alianța pentru Unirea Românilor | 3          |                        |                        |                        |                        |                        |
|  | Partidul Național Liberal       | 2          |                        |                        |                        |                        |                        |
|  | Uniunea Salvați România         | 1          |                        |                        |                        |                        |                        |